# Cathbad
Cathbad lub Cathbhadh – legendarny główny druid irlandzki na dworze króla Ulsteru i syna Conchobara III mac Nessa, postać występująca w cyklu ulsterskim, syn Congala I Clairingnecha („z Broad Nails”), króla Ulsteru i zwierzchniego króla Irlandii.
W młodości był wojownikiem, prowadzącym bezrolną grupę dwudziestu siedmiu ludzi. Raz poprowadził najazd na fort, gdzie Ness, ulsterska księżniczka, była wychowana, zabijając wszystkich dwunastu jej opiekunów. Ness szukając zemsty, stała się wojownikiem prowadzącym swą własną grupę. Jednak pewnego dnia, kiedy wyruszyła, by wykąpać się w basenie, Cathbad przyszedł do niej i zażądał ją, jako żonę. Nie mając żadnego wyboru, zgodziła się na jego propozycję. Miała z nim syna Conchobara mac Nessa. Jednak Ness była w rzeczywistości żoną Fachtny Fathacha, króla Ulsteru i zwierzchniego króla Irlandii. Stąd wyniknął błąd w niektórych opowieściach, że ten był ojcem Conchobara.
Cathbad miał zdolność przepowiadania przyszłości. Był obecny przy urodzeniu swej wnuczki, Deirdre, której wyprorokował tragiczny los, ale Conchobar zignorował go. Przy innej okazji, młody Cúchulainn podsłuchał Cathbada prorokującego, że ten, kto weźmie broń tego dnia będzie miał wieczną sławę, lecz krótkie życie; ten natychmiast pobiegł do wuja Conchobara, by prosić go o broń.

## Potomstwo
Cathbad miał żonę Magę z Clanna Dedad, córkę Aengusa Oga, z którą miał trzy córki i syna: 
- Elva lub Indel, zamężna z Uisnechem, z którym miała troje dzieci:
  - Noise, kochanek Deirdre, córki Fedlimida mac Daill
  - Ardan
  - Ainnle
- Deitchine, zamężna z Lughem Lamfotą, z którym miała syna Cúchulainna
- Findchoem, zamężna z Amerginem mac Eccit, z którym miała syna Conalla Cernacha
- Cet mac Magach, wojownik Connachtu

Cathbad z kochanką Ness, córką króla Ulsteru Eochaida II Salbuide, miał syna: 
- Conchobar mac Nessa, przyszły król Ulsteru